# Novítskoie
Novítskoie (en rus: Новицкое) és un poble del krai de Primórie, a l'Extrem Orient de Rússia, que en el cens del 2010 tenia 1.485 habitants. Pertany al districte rural de Partizanski.